# الاتجار بالبشر في السودان
السودان بلد مصدر للرجال والنساء والأطفال الذين يتم الاتجار بهم داخليًا لأغراض السخرة والاستغلال الجنسي. كما أن السودان بلد عبور ووجهة للنساء الإثيوبيات الذي يتم الاتجار بهن في الخارج للخدمة المنزلية. يتم الاتجار بالنساء والفتيات السودانيات داخل البلاد، وكذلك ربما إلى دول الشرق الأوسط مثل قطر والسعودية ومصر، للعمل في المنازل. وضع مكتب وزارة الخارجية الأمريكية لرصد ومكافحة الاتجار بالبشر البلاد في «المستوى 2».

## تاريخ
يواصل تنظيم المتمردين الإرهابي، جيش الرب للمقاومة، إيواء أعداد صغيرة من الأطفال السودانيين والأوغنديين في الجزء الجنوبي من البلاد لاستخدامهم كطهاة وحمالين ومقاتلين؛ كما يتم الاتجار ببعض هؤلاء الأطفال عبر الحدود إلى أوغندا أو جمهورية الكونغو الديمقراطية.
يتم تجنيد الأطفال السودانيين بشكل غير قانوني، في بعض الأحيان من خلال الاختطاف، واستخدامهم من قبل الجماعات المتمردة المسلحة - بما في ذلك جميع فصائل حركة تحرير السودان، وقوات الدفاع الشعبي، وميليشيا الجنجويد، وقوات المعارضة التشادية - في النزاع السوداني المستمر في دارفور. كما تواصل القوات المسلحة السودانية والميليشيات المرتبطة بها استغلال الأطفال الصغار في هذه المنطقة.
وردت تقارير مؤكدة عن تجنيد الأطفال بشكل غير قانوني في منتصف عام 2007 من قبل حركة العدل والمساواة / جناح السلام بين مجتمعات النازحين داخليًا في ديريج، جنوب دارفور. جماعات الميليشيات في دارفور، وبعضها مرتبط بالحكومة، تختطف النساء لفترات قصيرة من العمل القسري ولارتكاب أعمال عنف جنسي.
كان التجنيد الإجباري للبالغين وخاصة الأطفال من قبل جميع الجماعات المسلحة المشاركة في الحرب الأهلية بين الشمال والجنوب في السودان أمرًا شائعًا؛ لا يزال آلاف الأطفال المرتبطين بهذه القوات ينتظرون التسريح وإعادة الاندماج في مجتمعاتهم الأصلية.
بالإضافة إلى استغلال الجماعات المسلحة للأطفال خلال الحرب الأهلية التي استمرت عقدين من الزمن بين الشمال والجنوب، فقد تم اختطاف الآلاف من نساء وأطفال الدينكا ثم استعبادهم بعد ذلك من قبل أفراد قبيلتي المسيرية والرزيقات خلال هذه الفترة. تعرض عدد غير معروف من الأطفال من قبيلة النوبة للاختطاف والاستعباد بالمثل.
لا تلتزم حكومة الوحدة الوطنية السودانية بالكامل بالمعايير الدنيا للقضاء على الاتجار بالبشر ولا تبذل جهودًا كبيرة للقيام بذلك. في حين اتخذت الحكومة خطوات محدودة لتسريح الجنود الأطفال، لم تكن مكافحة الاتجار بالبشر من خلال إنفاذ القانون أو تدابير الوقاية من أولويات الحكومة في عام 2007.

## الملاحقة القضائية
كانت جهود الحكومة لإنفاذ قانون مكافحة الإتجار ضئيلة للغاية خلال الفترة المشمولة بالتقرير. لم تحقق أو تلاحق أي قضايا اتجار مشتبه بها. السودان دولة كبيرة بحدودها سهلة الاختراق ومناطق نائية فقيرة. الحكومة الوطنية لديها قدرة قليلة على بسط سلطة أو وجود لإنفاذ القانون في العديد من المناطق. لا يحظر القانون الجنائي السوداني جميع أشكال الاتجار بالبشر، رغم أن مواده 162 و163 و164 تجرم الاختطاف والإغراء والعمل الجبري على التوالي.
لم تبذل حكومة الوحدة الوطنية السودانية سوى الحد الأدنى من الجهود لحماية ضحايا الاتجار وركزت بشكل أساسي على تسريح الجنود الأطفال خلال العام الماضي. واصلت الحكومة وجود فجوات في التمويل والقدرات في كياناتها المشاركة في مكافحة الاتجار بالبشر، وواصلت حكومة الوحدة الوطنية إظهار مستويات منخفضة للغاية من التعاون مع العاملين في المجال الإنساني في منطقة دارفور بشأن مجموعة واسعة من القضايا، بما في ذلك الاتجار بالبشر.
ومع ذلك، كانت عملية العودة محفوفة بمخاوف جدية تتعلق بالحماية. تشير التقارير إلى أن العاملين المجتمعيين في سيواك حرموا بانتظام الأخصائيين الاجتماعيين من وزارات الرعاية الاجتماعية بالولاية من الوصول إلى أولئك الذين يصلون إلى مراكز العبور، ومنعوا موظفي الأمم المتحدة من مقابلة الوافدين الجدد، وزيارة مراكز العبور، ومشاهدة بيانات مغادرة القوافل.